# Gustaf Pontén (1897–1985)
Gustaf Pontén, folkbokförd Helge Gustav Esaias Pontén, född 31 juli 1897 i Fröderyds församling i Jönköpings län, död 2 februari 1985 i Söderåkra norra kyrkobokföringsdistrikt i Kalmar län, var en svensk präst och lärare. Gustaf Pontén var son till kontraktsprosten John Pontén, av släkten Pontén från Småland, och Una Sjögren. 
Efter studentexamen i Jönköping 1916 läste han i Lund, där han avlade teologisk-filosofisk examen 1919 samt 1921 blev teologie kandidat och avlade praktisk-teologiska prov. Han prästvigdes för Växjö stift 1922. Gustaf Pontén tjänstgjorde som extra ordinarie prästman i Svenarum, Berga och Nässjö, blev komminister i Lekaryd och Härlöv 1924, Vallsjö 1925, Nässjö 1929, kyrkoherde i Söderåkra från 1938, kontraktsprost i Södra Möre kontrakt från 1944. Parallellt med detta var han lärare vid Sävsjö privata realskola 1925–1929, timlärare vid Nässjö samrealskola 1929–1935, vid Jönköpings läns folkhögskola, Sörängen, 1930–1938 och predikant vid Nässjö sjukhus 1937–1938.
Gustaf Pontén var ombud för stiftsrådet 1925–1938, dess förste sekreterare 1926–1929 och ledamot från 1935. Han var ombud för diakonistyrelsen 1927–1929, för Israelsmissionen från 1929, ordförande i Vallsjö barnavårdsnämnd 1926–1928, Nässjö landsförsamlings barnavårdsnämnd 1930–1938, Sävsjö Rödakorskrets 1926–1929, Söderåkra Rödakorskrets från 1939, skolstyrelsen 1939, inspektor för Nässjö yrkesskola 1937–1938 och suppleant för prästerliga ledamoten av Växjö domkapitel 1947. Han skrev uppsatser och predikningar som publicerades i olika kyrkliga publikationer samt dagspress. Han hade finsk minnesmedalj (FMM).
Pontén gifte sig 1923 med Olga Nilsson (1899–1962). De hade sju barn: Bengt Pontén (född och död 1924), Gudrun Ohlson (1926–2016), läroverksadjunkten Marianne Sundeman (född 1928), läroverksadjunkten Elisabeth Pontén Lindqvist (född 1931), Gunnel Nybring (fosterbarn) (1932–2006), advokaten Jan Peter Pontén (1933–2019) och ekonomiföreståndaren Ingrid Pontén (1934–2019).